# Goldfruchtpalme
Die Goldfruchtpalme, auch Areca-Palme (Dypsis lutescens), ist eine in Madagaskar beheimatete Pflanzenart aus der Familie der Palmengewächse (Arecaceae). Sie ist eine weit verbreitete Zimmerpflanze.

## Merkmale
Die Goldfruchtpalme ist mehrstämmig, die Stämme können bis über 8 m hoch werden bei einem Durchmesser von 5 bis 7,5 cm. Die jüngeren Stammabschnitte sind dunkelgrün bis gelb oder orange, abhängig von der Belichtung: bei hoher Lichtintensität wird der Stamm gelb. Die Ringe der Blattnarben sind relativ dicht angeordnet. Die Krone ist bis vier Meter breit und 3,3 Meter hoch. Eine ausgewachsene Stammgruppe kann eine Höhe von 12 m und eine Breite von 6,5 m erreichen. Der Kronenschaft ist rund einen Meter lang, gräulich grün bis fast silbergrau und an der Basis leicht erweitert. 
Die Blätter adulter Exemplare sind 1,8 bis 2,4 m lang, schmal eiförmig und sichelförmig gebogen. Die Blattstiele sind 60 cm lang, ebenso die dünnen und schmal-lanzettlichen, gelbgrünen bis dunkelgrünen Fiederblättchen. Diese stehen in einem 40°-Winkel von der Rhachis ab und bilden so eine deutliche V-Form der Blattspreite. Blattstiel und Rhachis sind hellgrün bis fast orange, ebenfalls abhängig von der Lichtintensität. Die Blätter bewegen sich im leichtesten Wind. Die Krone besteht aus sechs bis acht Blättern. 
Die Blütenstandsstiele sind hängend, verzweigt und entspringen unterhalb des Kronenschafts. Die Blüten sind gelb. Die Früchte sind eiförmig, 2,5 cm lang und gelb-orange bis purpurn oder schwarz.

## Verbreitung und Standorte
Die Art ist ein Endemit Ost-Madagaskars. Sie wächst auf den sandigen Flussbänken und in Lichtungen der nassen Wälder. Ihr Areal ist klein und auf mehrere isolierte Standorte verteilt, die durch die Ausweitung der Landwirtschaft gefährdet sind. Es wurde 2010 geschätzt, dass etwa 3.000 bis 3.200 adulte Exemplare existieren, weswegen die Art von der IUCN als potenziell gefährdet eingestuft wird (near threatened).

## Nutzung

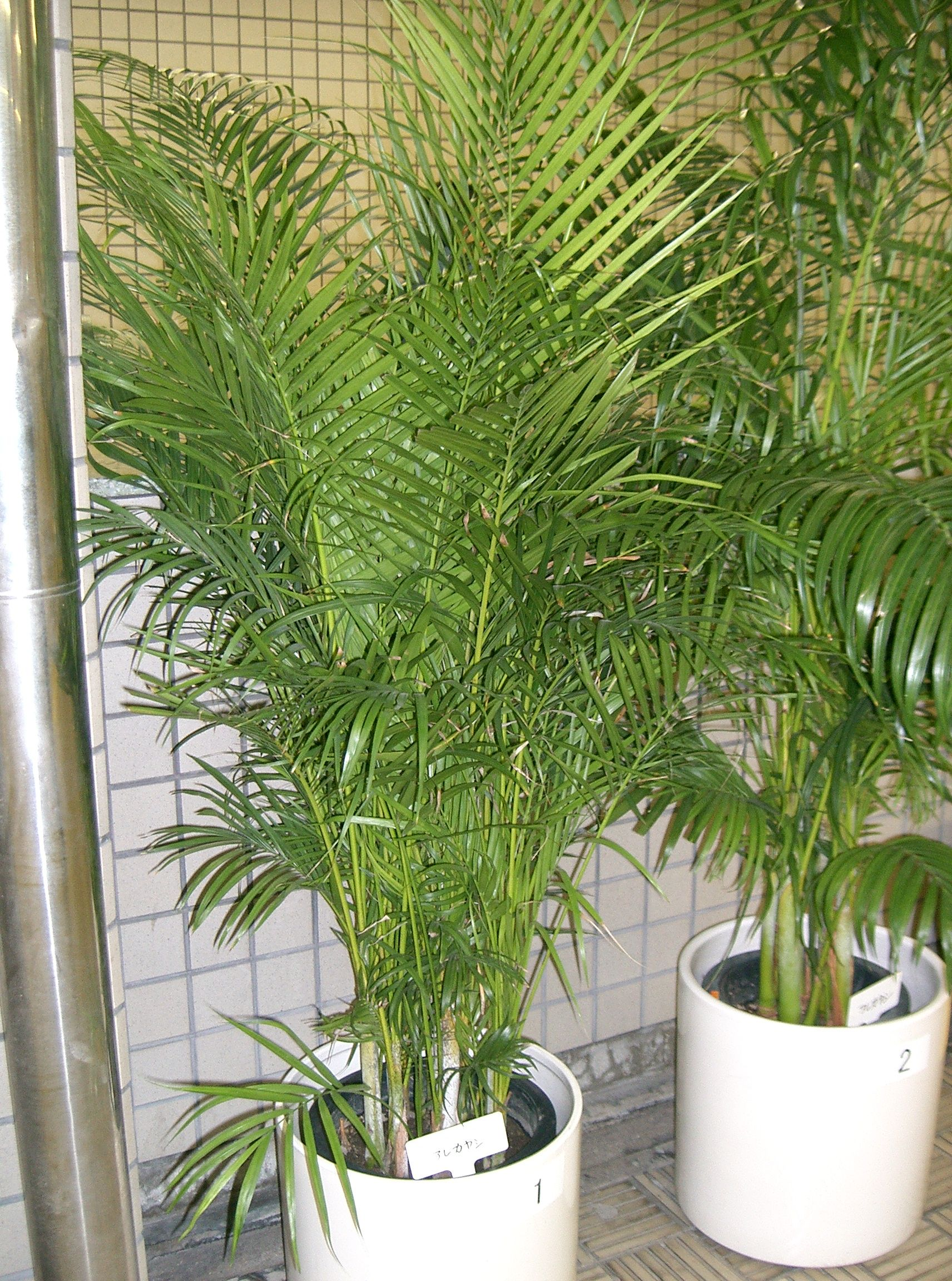
Junge Exemplare als Topfpflanzen

Die Goldfruchtpalme wird in tropischen Gebieten häufig im Freien als Zierpflanze gesetzt. Sie ist kälteempfindlich und wächst nur in den USDA-Klimazonen 10b und 11 im Freien, ohne Schaden zu nehmen. Aufgrund ihres raschen Wachstums und ihrer Mehrstämmigkeit überlebt sie auch in Zone 10a mit Frostschäden. Gegenüber dem Bodentyp ist sie unempfindlich, solange der Boden gut wasserdurchlässig ist. Sie benötigt viel Wasser und Licht.
Zudem ist sie eine der häufigsten Zimmerpflanzen, benötigt hier viel Licht und wird bei Trockenheit häufig von Spinnmilben befallen.
Aus der Rinde kann sogenanntes „Palmleder“ hergestellt werden.

## Systematik
Die Art wurde 1878 vom deutschen Botaniker Hermann Wendland als Chrysalidocarpus lutescens erstbeschrieben. Wie einige andere madagassische Gattungen wurde die monotypische Gattung Chrysalidocarpus 1995 von Henk Jaap Beentje und John Dransfield in ihrem Werk Palms of Madagascar in die Gattung Dypsis gestellt, mit dem Namen Dypsis lutescens. In Gärtnerkreisen wird die Palme auch unter dem Namen Areca lutescens geführt, der jedoch kein gültig beschriebenes Synonym darstellt.